# Gurma (Sprache)

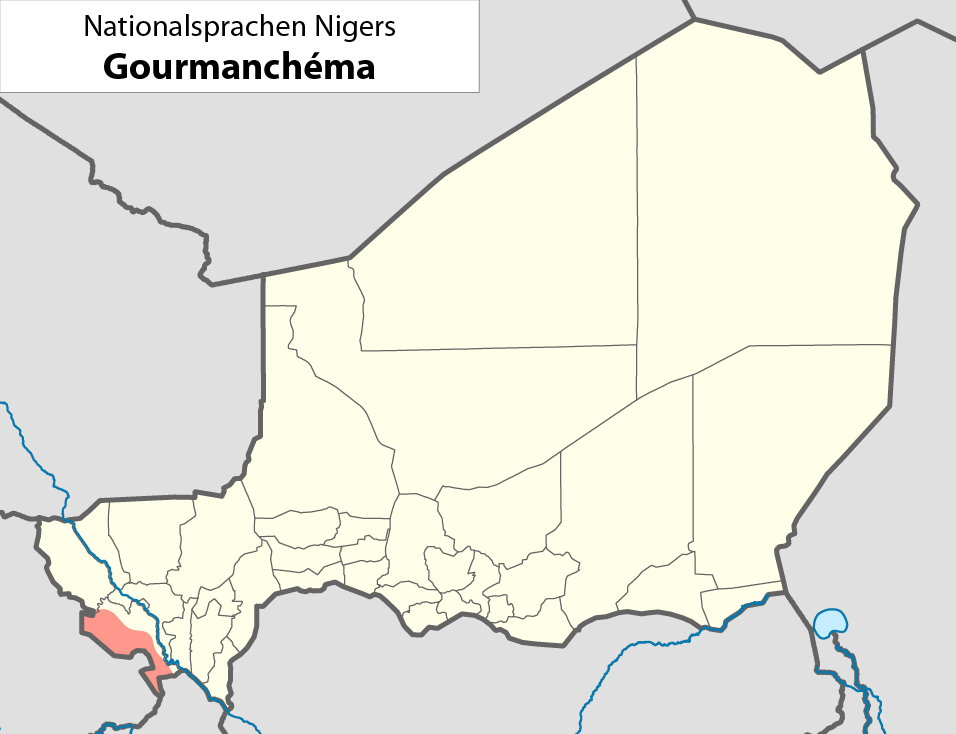
Verbreitung des Gurma im Niger

Gurma (auch Goulmacema, Gourma, Gourmantche, Gulimancema, Gulmancema und Gourmanchéma genannt; ISO 639-3) ist eine Hauptsprache des Gurma-Volkes, die von Südost-Burkina-Faso über Nord-Togo und Nord-Benin bis nach Südwest-Niger verbreitet ist.
Die Sprecher des Gurma nennen sich selbst Bigulimanceba und ihre Sprache Migulimancema.
Das Gurma ist eine Gur-Sprache aus der Niger-Kongo-Sprachfamilie und hat insgesamt 813.000 Sprecher, davon 600.000 in Burkina Faso, 62.000 in Benin in den Provinzen Atakora und Borgou, 30.000 im Niger nahe der Grenze zu Burkina Faso (Stand 1998) und 121.000 in Togo mit den wichtigsten Zentren Korbongou und Mandouri.
Die Volksgruppe, die diese Sprache spricht, sind hauptsächlich die Bigulimanceba oder Gurma. Im Niger ist die Sprache eine der Nationalsprachen.